# Margaret (Alabama)
Margaret é uma cidade  localizada no estado americano do Alabama, no Condado de St. Clair.

## Demografia
Segundo o censo americano de 2000, a sua população era de 1169 habitantes.
Em 2006, foi estimada uma população de 1265, um aumento de 96 (8.2%).

## Geografia
De acordo com o United States Census Bureau, a localidade tem uma área de 24,1 km², sem área coberta por água.

## Localidades na vizinhança
O diagrama seguinte representa as localidades num raio de 16 km ao redor de Margaret.